# Afromochtherus annulata
Afromochtherus annulata là một loài ruồi trong họ Asilidae. Afromochtherus annulata được Martin miêu tả năm 1964. Loài này phân bố ở vùng nhiệt đới châu Phi.